# Teatre Ultonia
El Teatre Ultonia va ser un espai teatral de Girona que va estar en funcionament des del 1945 fins que es va enderrocar el 2000. Estava situat al número 22 de l'Avinguda Gran Via de Jaume I.
El seu propietari original, Narcís Agustí Trilla, que era un conegut empresari cinematogràfic, va adquirir el terreny el 1941 i quatre anys més tard, el 1945, la sala obria les seves portes per Fires de Sant Narcís. L’any 1962 va ocupar els pisos superiors de l'edifici l’Hotel Ultonia de 45 habitacions, que ja s’hi quedaria fins que el 2000 decideix ampliar-se i enderrocar definitivament el Teatre Ultonia, que resta en la memòria dels gironins principalment com a sala de cinema.

## Descripció
El Teatre Ultònia ha estat sempre de propietat privada i més aviat conegut com a cinema més que no pas com a teatre. Situat al terreny que va quedar lliure en enderrocar el Baluard de la Santa Creu de la muralla, es tracta d’un edifici cantoner a la Gran Via de Jaume I número 22 que actualment ha estat convertit en l’Hotel Gran Ultonia, havent ja desaparegut la sala d’espectacles. Era obra de l’arquitecte Ignasi Bosch Reitg, el mateix que va projectar el barri de Sant Narcís i el seu teatre, i data del 1945. Es tracta d’un edifici de caràcter monumental que va haver d’adaptar l'esquema funcional d’un teatre a un terreny ben irregular. Era així que la sala, juntament amb el vestíbul i el saló de descans, formaven un gran rombe que compartia un extrem i una cantonada amb la Gran Via.
La sala tenia capacitat per a més de mil persones, amb una extensa platea, tres pisos d’amfiteatre i diverses llotges separades. L'escenari era relativament petit, segurament a causa que la seva principal activitat era la projecció cinematogràfica. No obstant, l’arquitecte va contemplar una sèrie de camerinos per als artistes que hi actuessin. Decorada a base d’elements lineals i geomètrics amb certes al·lusions al classicisme del moment i a partir de plafons i motllures de guix.